# Шмиглі (Миргородський район)
Шми́глі —  село в Україні, у Лохвицькій міській громаді Миргородського району Полтавської області. Населення становить 0 осіб. Колишній орган місцевого самоврядування — Яхниківська сільська рада.

## Географія
Село знаходиться на правому березі річки Лохвиця, вище за течією на відстані 1,5 км розташоване село Жабки, нижче за течією та на протилежному березі розташоване село Яхники.

## Історія
12 червня 2020 року, відповідно до розпорядження Кабінету Міністрів України № 721-р «Про визначення адміністративних центрів та затвердження територій територіальних громад Полтавської області», село увійшло до складу Лохвицької міської громади.
19 липня 2020 року, в результаті адміністративно - територіальної реформи та ліквідації Лохвицького району, село увійшло до складу новоутвореного Миргородського району Полтавської області.

## Відомі люди
- Павленко Іван Андрійович, 1908 р. н., с. Шмиглі Лохвицького р-ну Полтавської обл., українець, із селян, освіта початкова. Проживав у с. Шмиглі. Селянин-одноосібник. Заарештований 7 жовтня 1930 р. Засуджений Особливою нарадою при Колегії ДПУ УСРР 29 грудня 1930 р. за ст. 54-10 КК УСРР до 3 років заслання у Північний край. Реабілітований Полтавською обласною прокуратурою 21 листопада 1990 р.
- Павленко Спиридон Андрійович, 1904 р. н., с. Шмиглі Лохвицького р-ну Полтавської обл., українець, із селян, освіта початкова. Проживав у с. Шмиглі. Без певних занять. Заарештований 10 серпня 1932 р. Засуджений Особливою нарадою при Колегії ДПУ УСРР 19 січня 1933 р. за ст. 54-10 ч. 1 КК УСРР до 3 років заслання у Північний край. Реабілітований Полтавською обласною прокуратурою 17 квітня 1990 р.[3]